# Rollin R. Rees

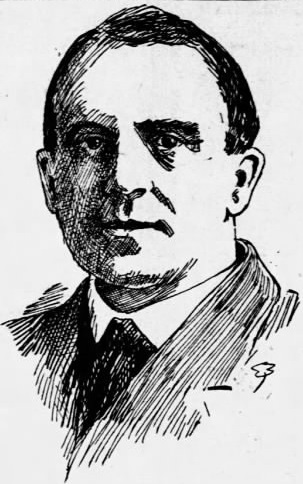
Rollin R. Rees

Rollin Raymond Rees (* 10. Januar 1865 in Camden, Preble County, Ohio; † 30. Mai 1935 in Anaheim, Kalifornien) war ein US-amerikanischer Politiker (Republikanische Partei).
Rees zog 1867 mit seinen Eltern ins Ottawa County in Kansas. Er besuchte bis 1885 das Agricultural College in Manhattan (Kansas) und studierte die Rechtswissenschaften. 1887 wurde er in die Anwaltschaft aufgenommen und praktizierte in Minneapolis (Kansas). Von 1895 bis 1899 war Rees Staatsanwalt im Ottawa County. Danach war er von 1899 bis 1903 Mitglied des Repräsentantenhauses von Kansas sowie von 1903 bis 1910 Richter im 13. Gerichtsbezirk.
1910 trat Rees von seinem Richterposten zurück, um für den 62. Kongress zu kandidieren. Nach seiner erfolgreichen Wahl vertrat er dort vom 4. März 1911 bis zum 3. März 1913 den Bundesstaat Kansas im US-Repräsentantenhaus. Bei den Wahlen 1912 zum 63. Kongress konnte er seinen Sitz nicht verteidigen. Rees begann nun wieder in Minneapolis als Anwalt zu praktizieren. Später zog er nach Kalifornien und betätigte sich im Bankgewerbe und in der Viehzucht. Er starb am 30. Mai 1935 in Anaheim und wurde auf dem Fairhaven Cemetery in Orange beigesetzt.